# دنیاگیری کووید-۱۹ در مالزی
دنیاگیری کووید-۱۹ در مالزی (انگلیسی: COVID-19 pandemic in Malaysia) بخشی از دنیاگیری بیماری کروناویروس ۲۰۱۹ در جهان است. اولین مورد تأیید شده در مالزی در ۲۵ ژانویه ۲۰۲۰ در سلانگور اعلام شد.